# Hagelkruis Beek
Het Hagelkruis van Beek is een hagelkruis dat opgesteld is naast bebouwing in de velden ten noorden van het dorp Beek en ten zuiden van Loerbeek in de gemeente Montferland in de Nederlandse provincie Gelderland. Het kruis staat aan de T-splitsing van de wegen Kerkhuisstraat en Pinksterbloemstraat, op ruim honderd meter ten westen van de Sint Jansgildestraat.
Het hagelkruis is een rijksmonument.

## Beschrijving
Het Hagelkruis van Beek is een metershoge houten staak. Op de top van de staak is een ijzeren Grieks kruis met leliepunten bevestigd.
Het werd oorspronkelijk opgericht als bezwering om bescherming te bieden tegen hagelschade. Ook werd er bij hagelkruizen brood uitgedeeld aan de armen.

## Geschiedenis
In 1889 trof een verwoestende hagelstorm het gebied met als gevolg een enorme ravage. Toen stond er hier reeds een hagelkruis, maar dat heeft niet mogen baten.
In 1967 is het kruis opgenomen in het rijksmonumentenregister.

## Afbeeldingen

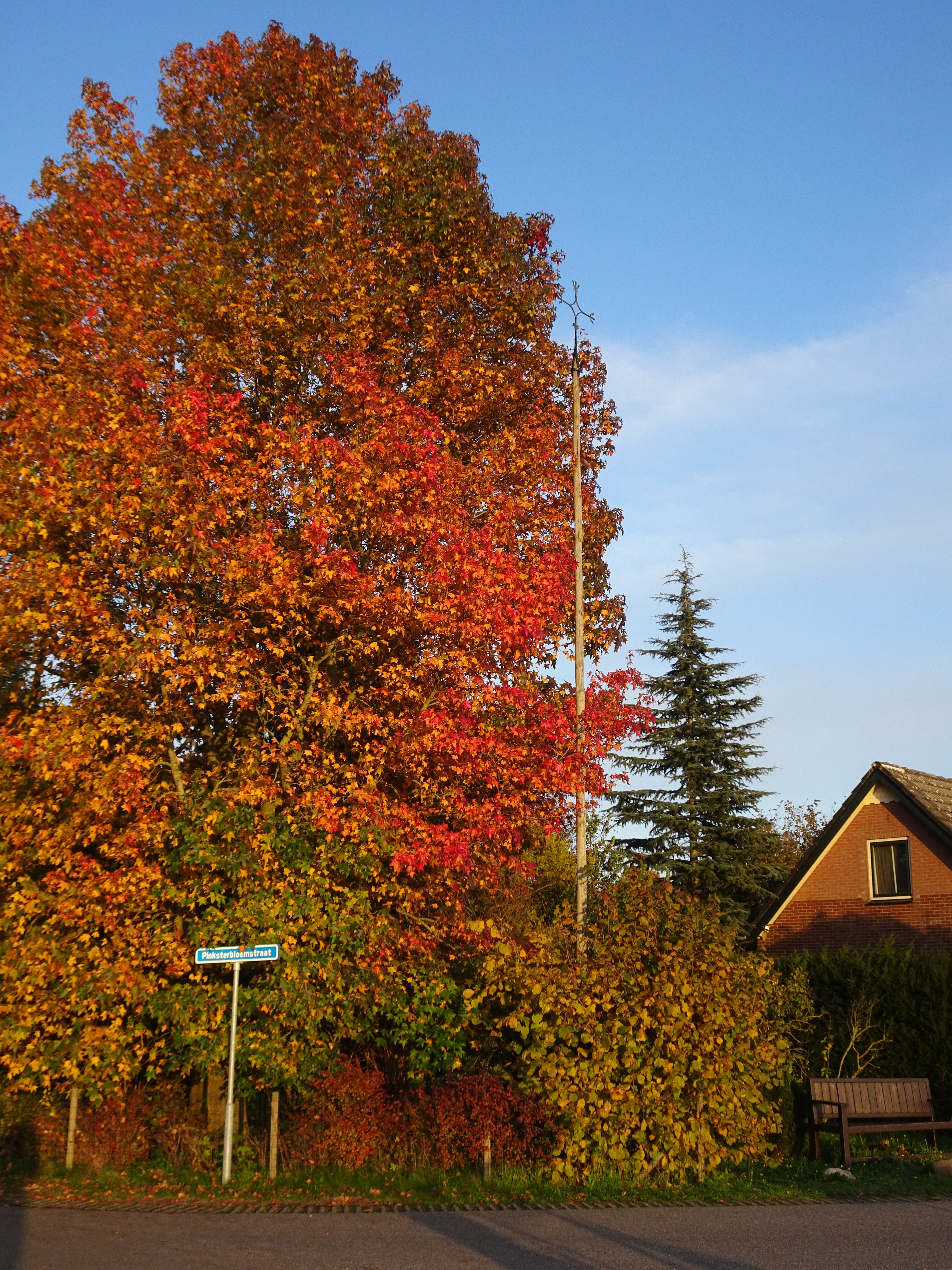
Hagelkruis Beek in 2019
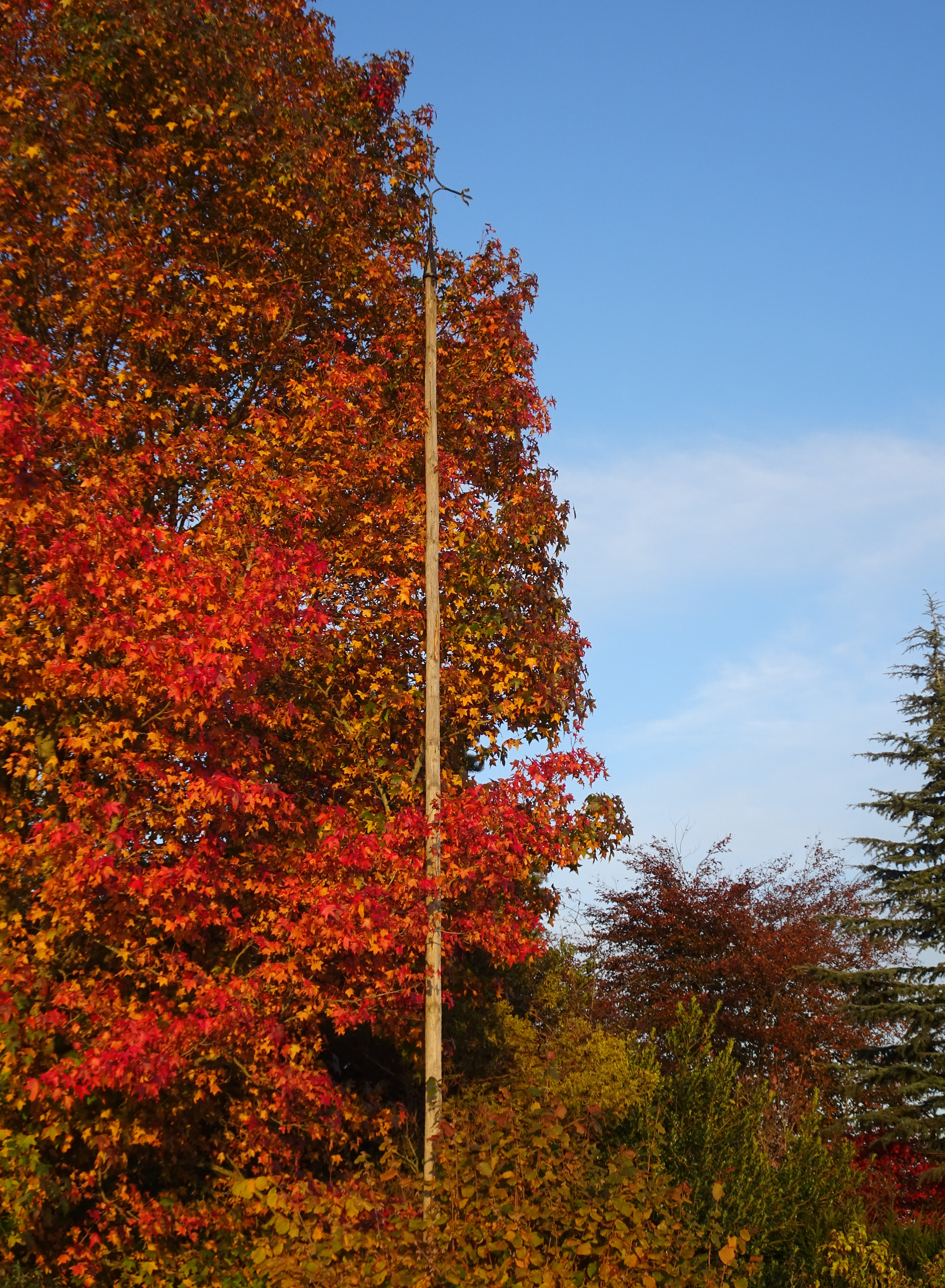
Hagelkruis Beek in 2019
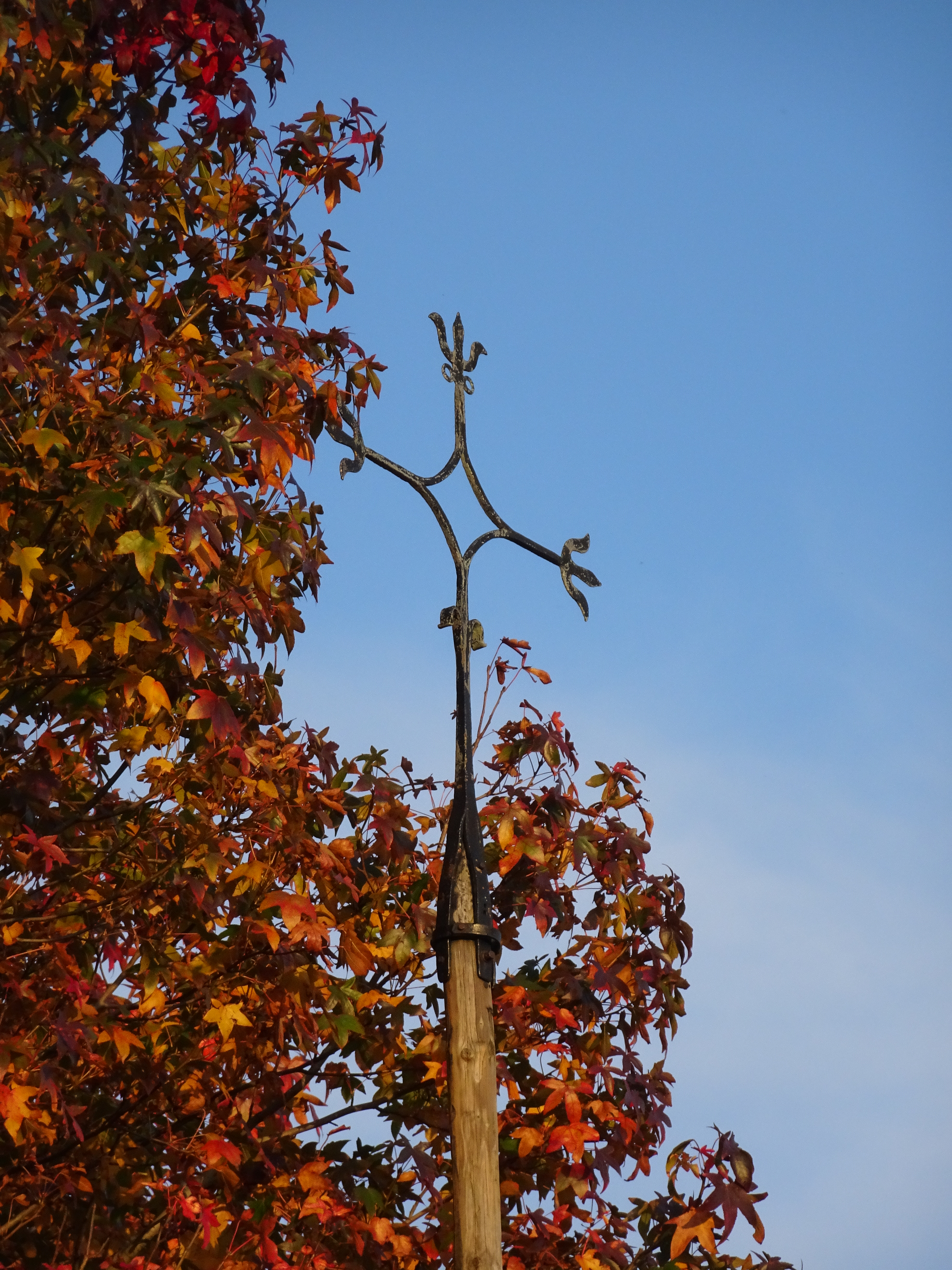
Hagelkruis Beek in 2019